# Artiste de rue
Cet article court présente un sujet plus développé dans : Art urbain.
Un artiste de rue est une personne qui donne des spectacles dans la rue ou crée des œuvres d'art principalement dans la rue.

## Spectacle de rue
- Bread and Puppet Theatre (États-Unis)
- Living Theatre (États-Unis)
- Théâtre de l'Unité (France)
- Illotopie (France)
- Royal de Luxe (France)
- Groupe F (France)

## Art visuel de rue
- A2
- Banksy
- Blek le rat
- Blu (graffiti)
- Codex Urbanus
- Christian Boltanski
- Daniel Buren
- SAMO (Jean-Michel Basquiat)
- C215 (artiste)
- Darco
- Ememem
- Ernest Pignon-Ernest
- Escif
- Shepard Fairey
- Faith47
- Fasim
- François Morellet
- Harald Naegeli
- Jean Faucheur
- Jordane Saget
- Keith Haring
- Shamsia Hassani
- INSA[1].
- Invader
- Interaction Qui
- Jace
- Jef Aérosol
- Kim Prisu
- John Hamon
- JonOne
- Jo Di Bona
- JR
- Jérôme Mesnager
- Eduardo Kobra
- Lady K
- Levalet
- Miss.Tic
- Monsieur Chat
- Madame
- Mademoiselle Maurice
- Malina Suliman
- Martha Cooper[2]
- Mr Brainwash
- Nemo
- Seb Toussaint
- Taki 183
- Toncé
- Vhils
- VLP
- Gérard Zlotykamien
- Tania Mouraud
- Raymond Hains
- Jacques Villeglé
- Yoko Ono
- YZ
- Zevs
- Jilly Ballistic